# 刘九庵
刘九庵（1915年—1999年），河北省冀县大齐村人。1956年入北京故宫博物院，专门从事古书画艺术品的征集、鉴定和研究，是中国著名的古书画鉴定家。
生前任中国国家历史文物咨议委员会委员、中国国家文物局文物鉴定委员会常务委员，是中国博物馆界首批获得享有国务院特殊津贴的专家之一。